# Ронінсон Готліб Михайлович
Гóтліб Михáйлович Ронінсóн  (рос. Готлиб Михайлович Ронинсон; 1916—1991) — радянський російський актор театру і кіно. Заслужений артист РРФСР (1970). Народний артист Росії (1989).

## Життєпис
Народився 12 лютого 1916.
Закінчив Театральне училище ім. Б. Щукіна (1945).
З 1946 року і до кінця своїх днів служив у Московському театрі драми і комедії на Таганці.
Актор яскравого комедійного дарування. Грав у популярних картинах режисерів Ельдара Рязанова, Леоніда Гайдая, Георгія Данелія, Олексія Коренєва, Микити Михалкова. Знявся більше ніж у тридцяти кінострічках.
Грав в українських фільмах (Одеська кіностудія): «Відповідна міра» (1974), «Чарівне коло» (1976), «Фантазії Веснухіна» (1977, 2 а).
Працював на озвучуванні мультфільмів: «Золотий хлопчик» (1969, Рожевий Король; Синя Дама; зубний лікар), «Мішок яблук» (1974, Кріт), «Чудеса в решеті», «Дід Мороз і сірий вовк» (1978, Сніговик), «Свинопас» (1980, Імператор), «Загубилася птах у небі» (1988).
Помер 25 грудня 1991 року. Похований у Москві на Введенському кладовищі.

## Фільмографія
1. 1953: «Адмірал Ушаков» — турок
2. 1953: «Кораблі штурмують бастіони» — підручний Орфано
3. 1962: «Кубинська новела» — бармен
4. 1966: «Бережись автомобіля» — Яків Михайлович Квочкін, начальник Дєточкіна
5. 1966: «Кабачок „13 стільців“» — пан Станіслав
6. 1968: «Зигзаг удачі» — чоловік Лідії Сергіївни
7. 1968: «Урок літератури» — вчитель фізики на прізвисько «Поні», Ігор Раймондович
8. 1970: «Біг» — грек
9. 1971: «12 стільців» — Кислярський
10. 1971: «Старики-розбійники» — лікар «швидкої допомоги»
11. 1973: «Велика перерва» — бригадир Федоскіна, працівник друкарні
12. 1973: «Земля, до запитання» — «Трамвайник»
13. 1973: «Райські яблучка» — капітан поліції
14. 1975: «Афоня» — астроном
15. 1975: «Іронія долі, або З легкою парою!» — пасажир з Красноярська
16. 1975: «Не може бути!» — Іван Ізраїлевич
17. 1975: «Відповідна міра» — Семен Яковлевич Сойкін, бугалтер
18. 1975: «Раба любові» — Іван Карлович Фігель, бугалтер
19. 1976: «Чарівне коло» — п'яний грек у фесці
20. 1977: «Фантазії Веснухіна» — дядько Гоша, фотограф
21. 1978: «Ліки проти страху» — директор магазину
22. 1980: «Атланти і каріатиди» — Лазар Львович Фрід
23. 1980: «Про бідного гусара замовте слово» — актор Марк Юлійович Мовзон
24. 1980: «Адам одружується з Євою» — секретар
25. 1982: «Повернення резидента» — мсьє Гюстав Поммере
26. 1990: «Самовбивця» — вирізаючий профілі вождів
27. 1990: «Мій чоловік — іншопланетянин» — пацієнт стоматолога
28. 1991: «По Таганці ходять танки» — старий лікар